# 513557 NIGPAS
513557 NIGPAS è un asteroide della fascia principale. Scoperto nel 2010, presenta un'orbita caratterizzata da un semiasse maggiore pari a 2,7818785 au e da un'eccentricità di 0,2694759, inclinata di 10,62106° rispetto all'eclittica.